# Pseudoliotia speciosa
Pseudoliotia speciosa is een slakkensoort uit de familie van de Tornidae. De wetenschappelijke naam van de soort is voor het eerst geldig gepubliceerd in 1871 door Angas.